# Поток (Ленинградская область)
Поток — деревня в Лидском сельском поселении Бокситогорского района Ленинградской области.

## История
Согласно X-ой ревизии 1857 года:

ПОТОК — деревня, принадлежит Сивкову: хозяйств — 5, жителей: 13 м. п., 11 ж. п., всего 24 чел.

Сборник Центрального статистического комитета описывал её так:

ПОТОК — деревня бывшая владельческая, дворов — 7, жителей — 35; волостное правление. (1885 год)

По земской переписи 1895 года:

  
ПОТОК — деревня, крестьяне бывшие Сивкова: хозяйств  — 10, жителей: 24 м. п., 24 ж. п., всего 48 чел.

В конце XIX — начале XX века деревня административно относилась к Верховско-Вольской волости 1-го земского участка 3-го стана Устюженского уезда Новгородской губернии.

ПОТОК — деревня Потокского сельского общества, число дворов — 17, число домов — 21, число жителей: 42 м. п., 37 ж. п.; Занятие жителей: земледелие, лесные заработки. Соминско-Белозерский тракт. Пруды и колодцы. Волостное правление, квартира земского акушера, 2 мелочные лавки, общество пособия бедным, сельхозобщество и его склад, волостное пожарное общество, смежна с усадьбой Поток и выселком Овсянниково.

ПОТОК — усадьба В. Ф. Крымзенко, число дворов — 1, число домов — 1, число жителей: 8 м. п., 7 ж. п.; Занятие жителей: земледелие. Соминско-Белозерский тракт. Пруды и колодцы. Смежна с деревней Поток. (1910 год)

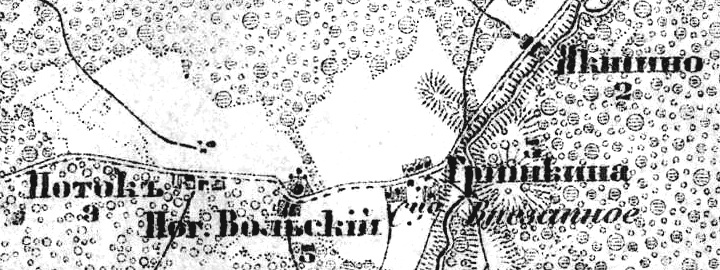
Деревня Поток на карте 1917 года

В период с 1910 по 1917 год в деревне Поток располагалось правление благотворительной организации Вольское общество пособия бедным.
Согласно карте Новгородской губернии 1917 года, деревня Поток насчитывала 8 крестьянских дворов.
С 1917 по 1927 год деревня входила в состав Советской волости Устюженского уезда Череповецкой губернии. 
С 1927 года, в составе Потокского сельсовета Ефимовского района.
По данным 1933 года деревня Поток являлась административным центром Потокского сельсовета Ефимовского района, в который входили 16 населённых пунктов: деревни Васьково, Верховье, Внезайное, Гришкино, Забелье, Иудино, Максимово, Марьино Село, Медведково, Озеро-Село, Оргашино, Остров, Платоново, Поток, Тургошь, Якшино, общей численностью населения 1801 человек.
По данным 1936 года в состав Потокского сельсовета входили 15 населённых пунктов, 485 хозяйств и 12 колхозов, административным центром сельсовета была деревня Верховье.
С 1965 года, в составе Бокситогорского района. В 1965 году население деревни составляло 140 человек.
По данным 1966 и 1973 годов деревня Поток являлась административным центром Потокского сельсовета Бокситогорского района.
По данным 1990 года деревня Поток входила в состав Подборовского сельсовета.
В 1997 году в деревне Поток Подборовской волости проживали 69 человек, в 2002 году — 47 человек (все русские).
В 2007 году в деревне Поток Подборовского сельского поселения проживали 33 человека, в 2010 году — 37.
Со 2 июня 2014 года — в составе вновь созданного Лидского сельского поселения Бокситогорского района.
В 2015 году в деревне Поток Лидского СП проживали 36 человек.

## География
Деревня расположена в восточной части района на автодороге 41К-033 (Сомино — Ольеши).
Расстояние до посёлка Подборовье — 10 км.
Расстояние до районного центра — 108 км.
Расстояние до ближайшей железнодорожной станции Заборье — 8 км. Ближайший остановочный пункт — платформа 7 км.
Деревня находится на правом берегу реки Лидь.

## Демография
| 1997 | 2002 | 2007 | 2010 | 2017 |
| ---- | ---- | ---- | ---- | ---- |
| 69   | ↘47  | ↘33  | ↗37  | ↗41  |

## Инфраструктура
На 1 января 2016 года в деревне было зарегистрировано 12 домохозяйств.

## Достопримечательности
Каменная церковь во имя Тихвинской иконы Божией Матери с приделами Архангела Михаила и великомученика Георгия Победоносца была возведена между деревнями Гришкино и Поток в 1822 году. В 1934 году церковь была закрыта. Храм возвращён церкви в качестве приписного к Петропавловской церкви в селе Сомино и действует с 1997 года. Внешний вид церкви полностью восстановлен.